# Léré (Txad)
Léré (en àrab ليري, Līrī) és una ciutat del Txad, capital del departament del Llac Léré, a la regió Mayo-Kebbi Occidental. El 2009 tenia 89.237 habitants. Es troba a 94 km a l'oest del centre administratiu de la regió, Pala, a la riba dreta del Mayo Kébi, prop del Llac Léré.